# 傅作雨
傅作雨（1543年—1611年），字元化，號楚筑，湖廣荊州府江陵縣人，民籍，明朝政治人物，萬曆甲戌進士，官至南京太常寺卿。

## 生平
傅作雨中隆庆四年（1570年）庚午科湖廣鄉試第二十八名，萬曆二年（1574年）登甲戌科會試第三十九名，第二甲第四十九名進士。初授户部主事，改吏部主事，历任员外郎，十一年（1583年）二月升江西左参政，入覲後於十四年（1586年）正月升四川按察使，改任山西右布政使，十六年（1588年）十二月调补浙江右布政使，次年（1589年）五月改山东左布政使，二十一年（1593年）四月升南京光禄寺卿，二十二年（1594年）三月升南京太常寺卿。以考察去職。卒年六十九。

## 家族
曾祖父傅伯海；祖父傅鎮；父傅朝珍，號滄洲傲吏，舉人，曾任保宁府、宁国府推官。母萬氏。长兄傅作霖；次兄傅作舟，进士，官光禄寺少卿。长子傅慎，次子傅恪，字仲執，万历甲午举人。第三子傅惟，选贡生。第四子傅恮、幼子傅憬。